# Norby (personaggio)
Norby “il robot stravagante” o meglio “il robot scombinato” è il personaggio protagonista di un ciclo di romanzi per ragazzi scritto da Isaac Asimov insieme a sua moglie Janet Asimov e pubblicati a partire dal 1983.

## Lista di opere
Le opere con i titoli solo in inglese sono inediti in Italia:
- Norby il robot stravagante (Norby, the Mixed-Up Robot – 1983), Arnoldo Mondadori Editore
- I segreti di Norby (Norby's Other Secret – 1984), Arnoldo Mondadori Editore
- Norby e la principessa perduta (Norby and the Lost Princess – 1985), Arnoldo Mondadori Editore
- Norby e gli invasori (Norby and the Invaders – 1985), Arnoldo Mondadori Editore
- Norby and the Queen's Necklace (1986)
- Norby Finds a Villain (1987)
- Norby Down to Earth (1988)
- Norby and Yobo's Great Adventure (1989)
- Norby and the Oldest Dragon (1990)
- Norby and the Court Jester (1991)